# 达迪亚尼宫殿博物馆
達迪亞尼宮殿博物館，全稱達迪亞尼宮殿歷史和建築博物館是位於格魯吉亞薩梅格雷洛-上斯瓦內蒂大区区府祖格迪迪的國家博物館。達迪亞尼宮殿博物館為一座新哥德式建築，被認為是高加索地區最著名的宮殿之一。

## 外部連結
- 维基共享资源上的相關多媒體資源：达迪亚尼宫殿博物馆
- 官方网站